# Complex coordinativ

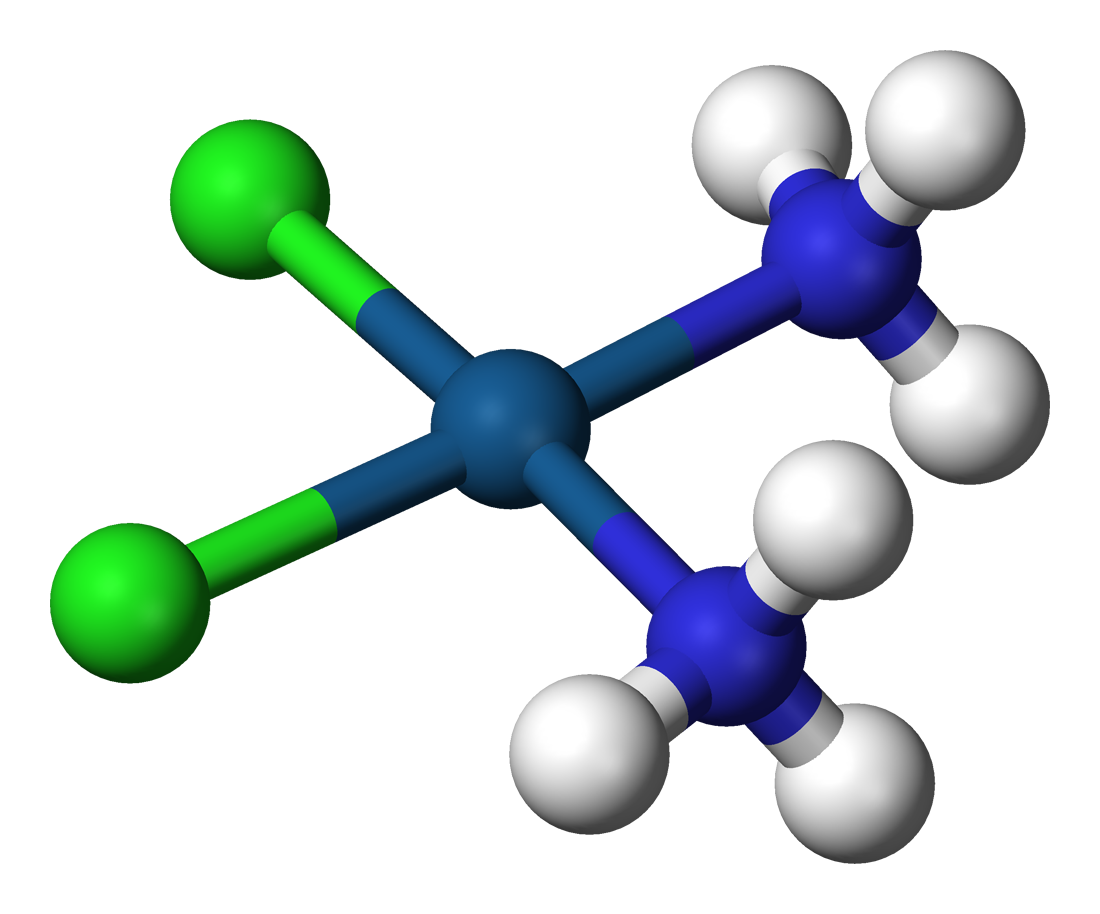
Cisplatin, PtCl_{2}(NH_{3})_{2}, este un complex coordinativ al platinei (II), care are ca și liganzi doi atomi de clor și două molecule de amoniac. Este un medicament folosit în tratamentul cancerului.

În chimie, un complex, numit adesea și complex coordinativ sau combinație complexă este un tip special de compus chimic alcătuit dintr-un atom sau ion central, de cele mai multe ori metalic, numit ion central, și partea exterioară, reprezentată de molecule sau ioni legați de ionul central, numiți liganzi.  
Majoritatea compușilor chimici ce conțin metale, în special metale tranziționale, sunt complecși coordinativi. Legătura dintre ionul central și liganzi este de tip covalentă coordinativă.

## Istoric
Anumiți complecși coordinativi au fost cunoscuți încă din perioadele timpurii ale chimiei moderne. Printre primii complecși sintetizați se numără unii pigmenți, precum albastrul de Berlin sau roșul de alizarină. Totuși, proprietățile complecșilor au început să fie înțelese până la sfârșitul anilor 1800, urmând apoi contribuțiile lui Christian Wilhelm Blomstrand din 1869.
Abia în 1893, Alfred Werner a fost cel care a propus cea mai cunoscută și acceptată teorie legată de complecșii coordinativi. Lucrările lui Werner includ schimbări importante asupra teoriei lui Blomstrand, dar mai ales fac referire la posibilitatea anumitor ioni de a-și schimba poziția în sfera de coordinare. De asemenea, el a stabili și configurația sau aranjamentul spațial al liganzilor în jurul ionului central.